# 阿尔弗雷兹·弗勒凯·约恩森
阿尔弗雷兹·弗勒凯·约恩森（丹麥語：Alfred Frøkjær Jørgensen，1898年12月21日—1988年2月28日），丹麦男子竞技体操运动员。他曾代表丹麦获得1920年夏季奥运会体操比赛男子团体瑞典式银牌。